# Chlorellaceae
Famille
Les Chlorellaceae sont une famille d'algues vertes de l’ordre des Chlorellales.

## Étymologie
Le nom vient du genre type Chlorella, dérivé du grec χλωρός / khlōrós, vert, qui a donné la latin chlōrella, féminin de chlōrellus, diminutif de chlōrus.

## Liste des genres
Selon World Register of Marine Species (8 décembre 2020) :
- Acanthosphaera (en) Lemmermann, 1899
- Actinastrum (en) Lagerheim, 1882
- Apatococcus F.Brand, 1925
- Apodococcus F.Hindák, 1984
- Auxenochlorella (I.Shihira & R.W.Krauss) T.Kalina & M.Puncochárová, 1987
- Catena Chodat, 1900
- Chlorella M.Beijerinck, 1890
- Chloroparva Somogyi, Felfoldi & Voros, 2011
- Closteriopsis (en) Lemmermann, 1899
- Compactochlorella L.Krienitz, C.Bock, K.Kotut & T.Pröschold, 2012
- Coronastrum R.H.Thompson, 1938
- Cylindrocelis Hindák, 1988
- Dicellula (en) Svirenko, 1926
- Dicloster (en) C.-C.Jao, Y.S.Wei & H.C.Hu, 1976
- Dictyosphaerium (en) Nägeli, 1849
- Didymogenes (en) Schmidle, 1905
- Fissuricella (sv) R.S.Pore, R.F.D'Amato & L.Ajello, 1977
- Follicularia (en) W.W.Miller, 1924
- Geminella (en) Turpin, 1828
- Gloeotila Kützing, 1843
- Golenkiniopsis (en) Korshikov, 1953
- Hegewaldia T.Proschold, C.Bock, W.Luo & L.Krienitz, 2010
- Helicosporidium (en) D.Keilin, 1921
- Heynigia C.Bock, Proschold & Krienitz, 2010
- Hindakia C. Bock, Proschold & Krienitz, 2010
- Hormospora Brébisson, 1839
- Kalenjinia L.Krienitz, C.Bock, K.Kotut & T.Pröschold, 2012
- Keratococcus Pascher, 1915
- Kermatia T.Kalina & M.Puncochárová, 1987
- Leptochlorella Neustupa, Veselá, Nemcová & Skaloud, 2013
- Marasphaerium L.Krienitz, C.Bock, K.Kotut & T.Pröschold, 2012
- Marinichlorella Z.Aslam, W.Shin, M.K.Kim, W.-T.Im & S.-T.Lee, 2007
- Marvania (en) F.Hindák, 1976
- Masaia L.Krienitz, C.Bock, K.Kotut & T.Pröschlod, 2012
- Meyerella Fawley & K.P.Fawley, 2005
- Micractinium (en) Fresenius, 1858
- Mucidosphaerium (hr) C.Bock, Proschold & Krienitz, 2011
- Muriella J.B.Petersen, 1932
- Nannochloris (en) Naumann, 1921
- Nanochlorum C.Wilhelm, G.Eisenbeis, A.Wild & R.Zahn, 1982
- Palmellochaete Korshikov, 1953
- Parachlorella (en) L.Krieniz, E.H.Hegewald, D.Hepperle, V.A.R.Huss, T.Rohr & M.Wolf, 2004
- Planktochlorella P.Skaloud & Y.Nemcová, 2014
- Podohedra Düringer, 1958
- Prototheca W.Krüger, 1894
- Pseudochloris B.Somogyi, T.Felföldi & L.Vörös, 2013
- Pseudosiderocelopsis Massalski, Mronzinska & Olech, 1999
- Siderocelis (Naumann) Fott, 1934